# Turnix calédonien
Turnix novaecaledoniae
Espèce
Statut de conservation UICN

 CR  : 
En danger critique
Le Turnix calédonien (Turnix novaecaledoniae) est une espèce de passereaux de la famille des Turnicidae.

## Répartition
Cet oiseau est endémique de Nouvelle-Calédonie.

## Description
Les mesures et caractéristiques ne sont documentées que pour l'holotype, un mâle collecté avant 1889, présent au Natural History Museum at Tring. Il diffère du Turnix bariolé (Turnix varius) par ses plumes de la face supérieure, y compris la majeure partie de la croupe, étant presque entièrement noires avec un bord blanchâtre ou jaunâtre. Il est également plus petit, avec une envergure de 86 mm, un bec de 12 mm et une enjambée de 22 mm.
Il fréquentait la savane sèche, les arbustes secs subtropicaux ou tropicaux et les prairies sèches de plaine subtropicales ou tropicales.
Le Turnix de Nouvelle-Calédonie a été initialement décrit comme espèce indépendante par William Robert Ogilvie-Grant en 1889 mais ensuite considéré comme une sous-espèce du Turnix bariolé. En 1996, l'ornithologue australien Stephen Debus proposa de nouveau un statut d'espèce, qui a été adopté par la Liste rouge de l'UICN[4] et le Congrès ornithologique international.
Il est connu du spécimen type conservé au Natural History Museum at Tring et d'un spécimen de 1911 collecté par Fritz Sarasin à Koné. Des spécimens subfossiles de ce taxon ont été décrits dans la grotte de Mé Auré à Moindou en 2010 par Alison G. Boyer (d), Helen F. James, Storrs L. Olson et John A. Grant-Mackie (d), attestant un déclin régulier au fil du temps et le considérèrent comme disparu. Cependant, des fossiles découverts à faible profondeur dans les grottes de Pindaï en 2010 par Atholl John Anderson (d) et son équipe de recherche remirent en cause son statut d'espèce éteinte. En 1944 et 1945, des habitants signalèrent sa présence dans des prairies situées entre Poya et Pam, bien qu'il pourrait s'agir d'une espèce similaire introduite en provenance d'Australie. La liste rouge de l’UICN le considère » En danger critique d’extinction » et « possiblement éteint » (CR(PE)).

## Classification
Le nom valide complet (avec auteur) de ce taxon est Turnix novaecaledoniae Ogilvie-Grant, 1889.
Ce taxon porte en français le nom vernaculaire ou normalisé suivant : Turnix calédonien.
Turnix novaecaledoniae a pour synonymes :
- Turnix varia novaecaledoniae Ogilvie-Grant, 1889
- Turnix varius novaecaledonia Ogilvie-Grant, 1889
- Turnix varius novaecaledoniae Ogilvie-Grant, 1889